# HD201718
HD201718 — хімічно пекулярна зоря спектрального класу A2, що має видиму зоряну величину в смузі V приблизно  7,5.
Вона  розташована на відстані близько 2329,7 світлових років від Сонця.